# A szerelem nem vak
A szerelem nem vak (egyszerűsített kínai írással: 失恋33天, pinjin átírással Shīliàn 33 tiān, angolul: Love Is Not Blind) 2011-es kínai romantikus filmvígjáték Teng Hua-tao (Teng Huatao) rendezésében,  Paj Paj-ho (Bai Baihe) és Ven Csang (Wen Zhang) főszereplésével. Alacsony költségvetése ellenére egyike lett az év legsikeresebb és legtöbb bevételt termelő filmjeinek. Kínai bemutatója 2011. november 8-án volt, Magyarországon 2012. július 4-én vetítették a Kínai filmnapok keretében.

## Cselekmény
|  | Alább a cselekmény részletei következnek! |

A film főszereplője a huszonhét éves, esküvőszervezőként dolgozó Huang Hsziao-hszien (Huang Xiaoxian), akinek lassan hét éve tartó kapcsolata van barátjával. Bár Hsziao-hszien (Xiaoxian) már a házasságról álmodik, a férfi titokban a lány legjobb barátnőjével randevúzgat, így Hsziao-hszien (Xiaoxian) végül felbontja kapcsolatát barátjával.
A szakítás után depresszióba eső, önértékelési válsággal és munkahelyi gondokkal – egy elkényeztetett örökösnő esküvőjével és egy idős házaspár aranylakodalmával – egyaránt küzdő Hsziao-hsziennek (Xiaoxiannak) munkatársa, Vang Hsziao-csien (Wang Xiaojian) nyújt támaszt az elkövetkező 33 napban. Vang Hsziao-csien (Wang Xiaojian) megtanítja Hsziao-hszient (Xiaoxiant) talpra állni és megőrizni a büszkeségét.
|  | Itt a vége a cselekmény részletezésének! |

## Szereplők
| Szerep                                                       | Színész                        |
| ------------------------------------------------------------ | ------------------------------ |
| Huang Hsziao-hszien (Huang Xiaoxian)                         | Paj Paj-ho (Bai Baihe)         |
| Vang Hsziao-csien (Wang Xiaojian) (Vang Jijang (Wang Yiyang) | Ven Csang (Wen Zhang)          |
| Ta Lao-vang (Da Laowang)                                     | Csang Csia-ji (Zhang Jiayi)    |
| Vej Ji-zsan (Wei Yiran)                                      | Vang Jao-csing (Wang Jaoqing)  |
| Li Ko (Li Ke)                                                | Csang Ce-hszüan (Zhang Zixuan) |
| Lu Zsan (Lu Ran)                                             | Kuo Csing-fej (Guo Jingfei)    |
| Csang Jü-lan (Zhang Yulan) néni                              | Cao Cujfen (Cao Cuifen)        |
| fiatal Csang Jü-lan (Zhang Yulan)                            | Haj Csing (Hai Qing)           |
| Csen Su-kun (Chen Shukun) bácsi                              | Vej Cung-van (Wei Zongwan)     |
| fiatal Csen Su-kun (Chen Shukun)                             | Liao Fan (Liao Fan)            |
| csellótanár                                                  | Li Nien (Li Nian)              |
| Feng Csia-csi (Feng Jiaqi)                                   | Csiao Jun-jan (Jiao Junyan)    |

## A film gyártása és bemutatója
A film alapötlete és története Pao Csing-csing (Bao Jingjing) kínai írónő népszerű internetes regényéből származik. A harmincas éveikhez közelítő és egyedülálló, a fiatalabbakhoz képest alacsonyabb házassági eséllyel bíró nők – kínaiul gyakran seng nünek (sheng nünek), „meghagyott, hátrahagyott nőnek” nevezik őket – helyzetének feldolgozása egyre népszerűbb a kínai szórakoztatóiparban. A főként televíziós sorozatok világában ismert Teng Hua-tao (Teng Huatao) rendező felfigyelt az internetes történetre, és az írónővel közreműködve megírta a moziváltozat forgatókönyvét. A filmből végül egy 110 és egy 150 perces változat is készült.
A film Csing-ko (Qingge) (情歌, Szerelmes dal) című betétdalát Sandee Chan tajvani énekesnő énekelte; és eredetileg 2004-ben kiadott Later, we all cried című lemezén szerepelt. A film játszik a színekkel, a szürkének és ridegnek ábrázolt Pekinget állítja szembe a főszereplőnő belső világának és érzelmeinek meleg, élénk színeivel.
A film helyi viszonylatokban alacsony költségvetésből, mintegy 9 millió jüanból – körülbelül 1,4 millió amerikai dollár – készült. Bemutatóját 2011. november 8-ára tették, figyelembe véve a közelgő november 11-ét, minthogy egyrészt ez az „egyedülállók napja” Kínában, másrészt a dátum számait összeadva éppen harminchárom jön ki, utalva ezzel a film címére (11+11+11=33). Hongkongban 2012. március 1-jén, Tajvanon pedig 2012. március 2-án került a mozikba.
A filmet Magyarországon a 2012-es Kínai Filmnapok során tűzték programra; az Uránia Nemzeti Filmszínházban vetítették július 4-én este fél hétkor. A film magyar címe az angol változat fordítása, és nem az eredeti kínaié – ennek jelentése körülbelül az, hogy „a szakítás/szerelmi csalódás 33 napja”.

## Bevételek és fogadtatás
Alacsony költségvetése és a viszonylag szerény reklámozás ellenére a film kimagaslóan teljesített a kínai jegypénztáraknál, túlszárnyalva három hollywoodi produkciót is. A vetítés első négy napja alatt átlépte a 100 millió jüannyi bevételküszöböt, és körülbelül egy hét alatt 200 millió jüant – 32,5 millió amerikai dollárt – termelt; ez több mint 6 millió eladott jegyet jelent. Egyedül november 11-én, az egyedülállók napján mintegy 55 millió jüan folyt be a jegyárakból. A film öt héten keresztül szerepelt az első tízben a kínai jegyeladási listákon; ebből az első két héten vezette azt.
A szerelem nem vak végül december 11-ig összesen megközelítőleg 350 millió jüan bevételt hozott a gyártó országban.
A kritikák kedvezően vélekedtek a filmet színessé tevő, gyakran komikus mellékszereplőkről és Hszia-hszien (Xiaoxian) belső monológjáról, melyek nélkül a film „kommentárt és az otthon unatkozó Hsziao-hszien (Xiaoxian)-jeleneteket szabadon alkalmazó unalmas, magába bonyolódott összevisszaság lehetett volna”. Szintúgy dicsérték a két főszereplő közötti összhangot és az inkább a barátságra fókuszáló kapcsolatmegjelenítést. Ugyanakkor Kevin Ma elmarasztalta a mellékszálakat, melyek szerinte megtörték a főszál dinamizmusát.

### Díjak és jelölések
- Golden Horse Awards, 2012
  - Legjobb adaptált forgatókönyv – Pao Csing-csing (Bao Jingjing)
  - Legjobb színésznő – Paj Paj-ho (Bai Baihe) (jelölés)
  - Legjobb operatőr – Tun Cao (Dun Cao) (jelölés)
  - Legjobb újonc színész – Csang Ce-hszüan (Zhang Zixuan) (jelölés)
  - Legjobb filmzene – Lin Csao-jang (Lin Zhaoyang), Vej Ting (Wei Ding) (jelölés)
- Hong Kong Film Awards, 2013
  - Legjobb kínai nyelvű film a két partvidékről (jelölés)
- Hundred Flowers Awards, 2012
  - Legjobb színésznő – Paj Paj-ho (Bai Baihe)
  - Legjobb színész – Ven Csang (Wen Zhang)
  - Legjobb film (2. helyezés)
  - Legjobb rendező – Teng Hua-tao (Teng Huatao) (jelölés)
  - Legjobb újonc színész – Csang Ce-hszüan (Zhang Zixuan) (jelölés)
  - Legjobb forgatókönyv – Pao Csing-csing (Bao Jingjing) (jelölés)
  - Legjobb mellékszereplő – Vang Jao-csing (Wang Jaoqing) (jelölés)
- Sanghaji Filmkritikusok Díja, 2012
  - Film of Merit